# Gymmick
Gymmick (bürgerlich Tobias Hacker, * 15. Januar 1973) ist ein deutscher Cartoonist, Liedermacher und Schauspieler aus Nürnberg. Seine künstlerischen Tätigkeiten reichen von Cartoons und Comics über Musik bis hin zu Kabarett und Straßentheater.

## Leben und Karriere
Hacker wuchs im Nürnberger Stadtteil Worzeldorf auf und brachte sich das Klavier- und Gitarrespielen selbst bei. Seit Ende der 1980er Jahre ist er in der Kulturszene der Metropolregion Nürnberg aktiv. Unter dem Künstlernamen Gymmick veröffentlichte er 1991 einen Comicband und begann, als Straßenmusiker und Liedermacher aufzutreten. Zu seinen bekanntesten Liedern zählen humorvolle Stücke wie „Böse Möbelstücke“ und „Naggerd am Dutzendteich“, einer fränkischen Version von Bob Dylans „Knocking on Heaven’s Door“.
Neben seiner musikalischen Tätigkeit ist Gymmick als Cartoonist und Illustrator aktiv. Seit 2006 arbeitet er als freier Zeichner für die Nürnberger Zeitung und illustriert Artikel in der Stadtbeilage NürnbergPlus. Seine Comic-Serie „Eppelein & Co.“ bietet humorvolle Interpretationen historischer Figuren aus der Nürnberger Stadtgeschichte.
Als Schauspieler tritt Gymmick im historischen Straßentheater „Bettler und Patrizier“ des Museums Tucherschloss auf, wo er die Rolle des Hans Sachs verkörpert. Zudem ist er Mitglied des Improvisationstheaters „6 auf Kraut“ und der Kabarettgruppe „Debrecziner mit Brot“, mit der er 1996 den Thurn-und-Taxis-Kabarettpreis gewann.

## Musikalische Projekte
Als Komponist schrieb Gymmick die Musik für das Janosch-Theaterstück „Oh, wie schön ist Panama“, das im Stadttheater Fürth aufgeführt wurde. Die Fürther Nachrichten lobten seine musikalische Leistung: "GYMMICK gibt den lakonisch-unputzigen Erzähler Günther Kastenfrosch und serviert mit seiner Gitarre Songs, die klasse sind, aber keinesfalls nach Kinderparty-Klatschpatsch klingen; eher, als hätten sich Bob Dylan und Leonard Cohen kurz mal auf ein Käffchen verabredet."
Von 2014 bis 2023 war Gymmick als Sänger und Gitarrist mit den Musikern der Band Ton Steine Scherben auf Tour und übernahm dabei die Rolle des verstorbenen Rio Reiser. 2017 veröffentlichten sie gemeinsam ein Doppelalbum, 2019 folgte eine Single. Seit 2023 tritt er mit seiner eigenen Formation „Gymmick & die Erben“ auf, die sowohl Lieder von Ton Steine Scherben als auch eigene Kompositionen präsentiert.

## Auszeichnungen
Gymmick erhielt im Laufe seiner Karriere mehrere Auszeichnungen:
- Rio-Reiser-Songpreis 2001 als bester Solist[4]
- Nürnberger Stipendium 2013[5]
- Deutscher Karikaturenpreis 2017: Geflügelter Bleistift in Silber für die „Gesamtheit seiner eingereichten Arbeit“[6]
- Förderpreis des Wolfram-von-Eschenbach-Preis 2022: Eine kulturelle Ehrung in Mittelfranken[7]
- Deutscher Karikaturenpreis 2022: Geflügelter Bleistift in Gold für seine Karikatur „Schüleraustausch“, die die Absurdität von Kriegen thematisiert.[8]

## Werke
- Gymmick mit uns (Album). David Volksmund Produktion, 2009
- GYMMICKs wundersame Welt & Neu im Tiergarten (Comic-Sammelband). Ultra Comix Edition, Nürnberg 2014, ISBN 978-3-945382-01-1
- Radio für Millionen (Doppelalbum mit Kai und Funky von Ton Steine Scherben). Fuego, 2017
- Wir wolln in unsrer Wohnung bleiben - Wir bleiben drin (Single mit Kai und Funky von Ton Steine Scherben). Fuego, 2019